# Josef Kotas
Josef Kotas (12. září 1891 Slezská Ostrava – 11. července 1966 Ostrava) byl komunistický politik působící na Ostravsku a bývalý starosta Ostravy.

## Život
Narodil se v hornické kolonii na Hranečníku ve Slezské Ostravě. Zde v letech 1897–1905 navštěvoval obecnou a potom českou měšťanskou školu. I přes naléhání otce odmítl chodit na německou měšťanku. Ačkoliv se chtěl vyučit stolařem, rodiče jej poslali pracovat na důl Jan Maria. Zde však dlouho nepobyl a od svých patnácti let pracoval jako pomocný dělník v Žofinské huti ve Vítkovických železárnách (VŽ). Pracoval ve dvanáctihodinových směnách. Ve VŽ vydržel Kotas dva roky. Už v roce 1906 zorganizoval u příležitosti Svátku práce zastavení práce u vysokých pecí. Hrozilo mu propuštění, ale díky solidaritě ostatních dělníků mohl zůstat. Z práce byl vyhozen o rok později, kdo po předchozím konfliktu napadl svého mistra. Ihned však našel práci jako horník na jámě Trojice ve Slezské Ostravě. Zde také vstoupil do Unie horníků rakouských a Dělnické tělocvičné jednoty Lassalle. Od roku 1909 byl také členem Českoslovanské sociální demokracie.
Od roku 1912 do roku 1915 absolvoval základní vojenskou službu v Těšíně, poté byl odeslán na frontu. Sloužil jako četař na ruském a italském bojišti. V září 1918 onemocněl malárií a po vyléčení o rok později nastoupil opět na jámu Trojici. Zde byl zvolen předsedou zdejší odborové organizace. Roku 1927 byl odeslán do SSSR, kde strávil šest měsíců. Vrátil se s přesvědčením, že zlepšení podmínek dělníků je možno dosáhnout jen třídním bojem. V roce 1932 byl z dolu propuštěn, neboť vykázal inženýra, který přesvědčoval stávkující horníky, aby začali pracovat. Poté se stal tajemníkem Mezinárodního všeodborového svazu (pozdějšího Průmyslového svazu rudých odborů). Od roku 1932 byl pověřen vedením nově vzniklého sekretariátu Průmyslového svazu lučebního dělnictva. V letech 1933–1939 vedl i sekretariát Průmyslového svazu horníků.
V roce 1920 byl jedním ze zakladatelů tzv. sociálnědemokratické levice, zárodku pozdější Komunistické strany Československa (KSČ), u jejíhož zrodu v roce 1921 samozřejmě rovněž stál. V letech 1925–1938 byl členem krajského výboru KSČ (KV KSČ), od roku 1929 jeho předsedou. Od roku 1927 do roku 1931 byl členem ústředního výboru KSČ (ÚV KSČ). Jako funkcionář KSČ byl mnohokrát zatčen a vězněn.
Do komunální politiky vstoupil v letech 1925, kdy se stal zastupitelem ve Slezské Ostravě. V roce 1929 byl zvolen poslancem moravskoslezského zemského zastupitelstva v Brně. V roce 1938 byl zvolen starostou Slezské Ostravy, avšak Okresní úřad ve Frýdku odmítl komunistu ve funkci potvrdit.
Po Mnichovské dohodě emigroval v červnu 1939 do Londýna, kde se mu dostalo vřelého přijetí. Až do roku 1942 pracoval jako lesní dělník, poté ho ministerstvo národní obrany pověřilo vedením československého vojenského domova v Londýně. Kromě toho přispíval do exilových novin a vystupoval v rozhlase. Koncem března 1945 odjel s vládní delegací oklikou přes Rumunsko a Maďarsko do Košic.
Z pověření moskevského vedení KSČ se vrátil na Ostravsko, kde organizoval zakládání národních výborů. Po šesti letech, 2. května 1945, se vrátil do rodné Ostravy. V té době zde již prozatímní národní výbor pod vedením Josefa Lampy řídil poválečnou obnovu Ostravy.
Vývoj KSČ na Ostravsku po roce 1945 je s Kotasovým jménem úzce spjat. Již 22. května 1945 vystřídal ve funkci předsedy prozatímního národního výboru (pozdějšího Jednotného národního výboru v Ostravě) Josefa Lampu. V dubnu 1946 byla pod jeho vedením zahájena akce „Budujeme Ostravu“, ve které Ostravané formou bezplatných brigád pomáhali obnovovat poškozené a zničené budovy. Od roku 1945 až do roku 1951 zastával funkci předsedy KV KSČ v Ostravě. V roce 1951 bylo Kotasovo jméno přetřásáno v souvislosti s chystanými monstrprocesy ve straně, což mu v jeho znovuzvolení předsedou zabránilo. Díky podpoře ostravských horníků však z této aféry vyšel prakticky nedotčen. Kotasovi bylo nadále umožněno zastávat významné funkce v tehdejší lidosprávě. Ve své funkci předsedy Jednotného národního výboru v Ostravě, chápaného jako starosty Ostravy, zůstal až do roku 1960.
Josef Kotas patří k nejvýznamnějším poválečným ostravským politikům. Za jeho působení ve funkci předsedy JNV v Ostravě mezi léty 1945–1960 prošla Ostrava nejradikálnější přeměnou ve své historii. Bylo dokonce rozhodnuto o zbourání větší části historického jádra Ostravy, avšak tato myšlenka naštěstí nebyla realizována. S Kotasovým jménem je spojena řada známých ostravských staveb, jako jsou sídliště v Hrabůvce, Porubě a Zábřehu, zimní stadion, sportovní hala Tatran, tenisové dvorce v Komenského sadech, Most pionýrů přes Ostravici, ústřední hřbitov na Slezské Ostravě a zoologická zahrada ve Stromovce. Za svou činnost obdržel Josef Kotas Řád Klementa Gottwalda, Řád republiky, Řád rudého praporu práce, Cenu města Ostravy apod. Kromě už zbouraného zimního stadionu je po něm pojmenována i ulice na sídlišti Hrabůvka.